# Аддак
Аддак (*д/н —428) — король аланів в Лузітанії у 418—428 роках.

## Життєпис
Син короля Респендіала. У 411 році після розподілу земель між аланами, свевами та вандалами, перші отримали провінції Лузітанію та Карфагенську Іспанію. Батько передав під керування Аддаку одну з цих провінцій, яку саме достеменно невідомо.
У 416—418 роках на чолі одного з аланських загонів боровся проти вестготів. Після загибелі Респендіала у 418 році Аддака було оголошено новим королем аланів. Внаслідок цієї поразки від вестготів Аддак втратив значну частину Карфагенської Іспанії, проте повністю зберіг під владою Лузітанію.
Втім дотепер існують дискусії щодо року цих подій: низка вчених вважають, що Аддак загинув у 418 році, а Респендіал був ще живий, інші вказують, що держава аланів припинила своє існування у 418 році. Проте за свідченням хроністів у 420-х роках алани ще були потугою на півострові й приєдналися до вандалів набагато пізніше 418 року. Тому висунуто гіпотезу за якою Респендіал загинув або помер у 418 році, слідом правив Аддак.
З цього моменту став готуватися до нової боротьби з вестготами, поступово змінюючи владу на місцях. Втім вимушений був боротися з набігами свевів, що отаборилися в Галеції. Близько 420 року завдав рішучої поразки свевам, сплюндрувавши місто Конімбріга (сучасна Коїмбра). Було укладено мирну угоду, підкріплену шлюбом з донькою короля свевів — Кіндасундою.
У 426 році почалася війна з Теодоріком I, королем вестготів. З 427 року тривала війна Аддака з Ґеремігарієм, свевським військовиком. Не маючи змоги протистояти двом ворогам, Аддак зрештою у 428 році зазнав поразки біля Тартессіни й загинув. Рештки його народу й війська приєдналися до вандалів на чолі з Гундеріком.